# Kościół św. Andrzeja w Valletcie
Kościół św. Andrzeja Apostoła (malt. Il-knisja ta' San Andrija, ang. St. Andrew's Scots Church), znany też jako Church of Scotland (pol. Kościół Szkocji) – XIX-wieczny kościół w Valletcie na Malcie. Zbudowany w stylu neogotyckim według projektu maltańskiego architekta Giuseppe Bonavii. Dziś wciąż służy wiernym, łącząc zbory Kościoła Szkocji oraz Kościoła Metodystycznego Wielkiej Brytanii. Kościół stoi na narożnej działce przy 210 Old Bakery Street (Triq il-Fran).

## Historia
Miejsce, na którym stoi kościół było wcześniej zajmowane przez Casa Torrensi, zbudowany w XVII wieku, i posiadało w adresie numer 60. Znajduje się w pobliżu kamienic Demandolx, z których dwie (z trzech) przetrwały naloty bombowe w czasie II wojny światowej. Zajmowane są one teraz przez Ministerstwo Finansów. W roku 1824 działka została kupiona przez Rev. Johna Keelinga w celu zbudowania tam pierwszego niekatolickiego kościoła na Malcie. 

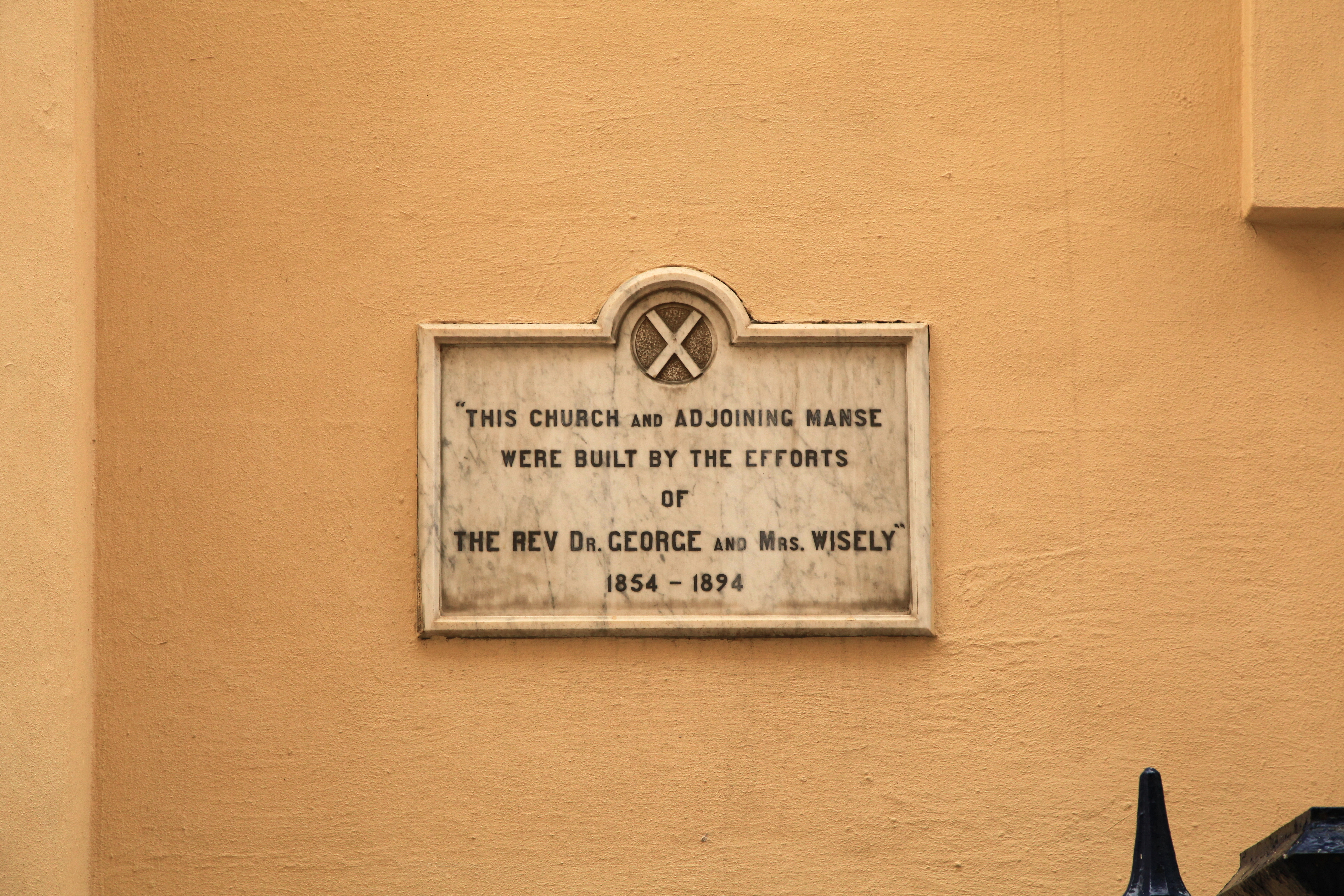
Tablica na kościele, upamiętniająca Rev. George'a Wisleya

Budowę kościoła ukończył w roku 1857 Rev. dr George Wisley. Służył on niewielkiemu zgromadzeniu metodystów do roku 1896, później został nabyty przez Church of Scotland, by służyć społeczności prezbiterian. Od początku XX wieku spotyka się w nim mieszana kongregacja, łącząca prezbiterian, metodystów, inne nurty protestantów, oraz niektórych katolików. Jest on pierwszym neogotyckim kościołem zbudowanym na Malcie, jego architektem był Maltańczyk Giuseppe Bonavia.
Budynek kościoła służy anglojęzycznemu zborowi o charakterze unijnym kalwińsko-metodystycznym. Jest również regularnie używany przez niemieckojęzyczny zbór luterański Andreas Gemeinde.